# آدولف شرر
آدولف شرر (انگلیسی: Adolf Scherer؛ ۵ مهٔ ۱۹۳۸ - ۲۲ ژوئیهٔ ۲۰۲۳) بازیکن فوتبال اهل چکسلواکی بود.